# Хамбург (Минесота)
Хамбург (енгл. Hamburg) град је у америчкој савезној држави Минесота.

## Демографија
По попису из 2010. године број становника је 513, што је 25 (-4,6%) становника мање него 2000. године.
| Група             | 2000.       | 2010.       |
| Белци             | 521 (96,8%) | 474 (92,4%) |
| Афроамериканци    | 1 (0,2%)    | 0 (0,0%)    |
| Азијати           | 0 (0,0%)    | 1 (0,2%)    |
| Хиспаноамериканци | 13 (2,4%)   | 36 (7,0%)   |
| Укупно            | 538         | 513         |